# Nanhuatang (köpinghuvudort i Kina, Hubei Sheng, lat 33,12, long 110,91)
Nanhuatang (kinesiska: 南化塘, 南化塘镇) är en köpinghuvudort i Kina. Den ligger i provinsen Hubei, i den centrala delen av landet, omkring 420 kilometer nordväst om provinshuvudstaden Wuhan. Antalet invånare är 46 315. Befolkningen består av 22 378 kvinnor och 23 937 män. Barn under 15 år utgör 19,0 %, vuxna 15-64 år 71 %, och äldre över 65 år 9,0 %.
Runt Nanhuatang är det ganska tätbefolkat, med 144 invånare per kvadratkilometer. Nanhuatang är det största samhället i trakten. I omgivningarna runt Nanhuatang växer huvudsakligen savannskog.
Genomsnittlig årsnederbörd är 890 millimeter. Den regnigaste månaden är juli, med i genomsnitt 169 mm nederbörd, och den torraste är december, med 6 mm nederbörd.